# تیتسیو

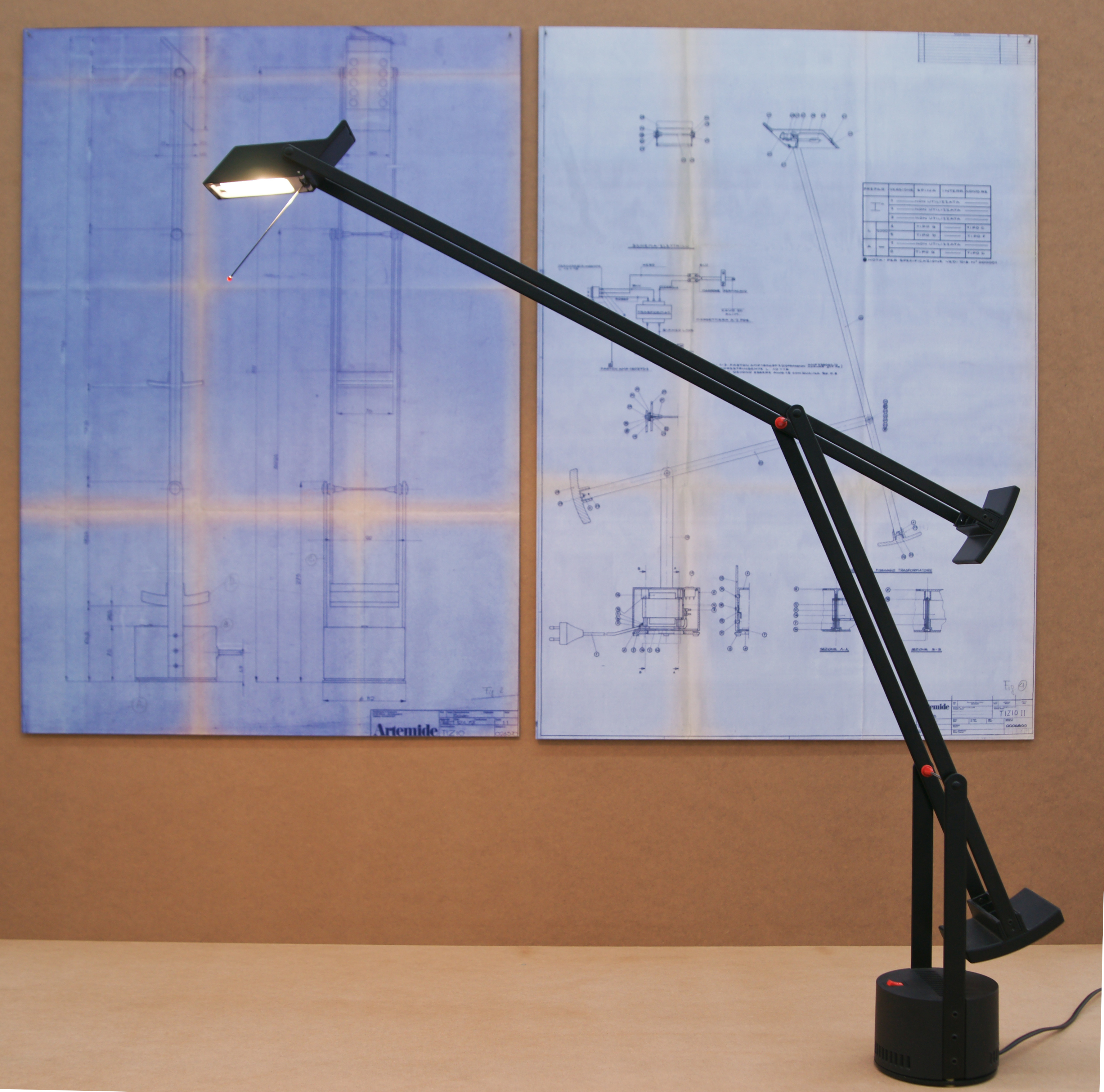
یک چراغ تیتسیو رومیزی

تیتسیو (به ایتالیایی: Tizio) (به معنی: رفیق)؛ یک چراغ رومیزی است که توسط ریچارد ساپر برای آرتماید در سال ۱۹۷۲ میلادی ساخته شد. در سال ۱۹۷۹ میلادی برای جایزهٔ طراحی صنعتی پرگار طلا انتخاب شد. یکی از موارد آن بخشی از مجموعه‌های موزهٔ هنر متروپولیتن و موزهٔ هنر مدرن است.
موقعیت و جهت لامپ قابل تنظیم است. به لطف دو وزنهٔ تعادل، حرکت آن به تلاش کمی نیاز دارد. هیچ سیمی بین پایه و لامپ وجود ندارد: دو بازوی موازی که با بست‌های گیر (دکمهٔ فشاری) متصل شده‌اند، برق ۱۲ ولتی ایمن را هدایت می‌کنند. لامپ هالوژن است که قبلاً عمدتاً در صنعت خودرو استفاده می‌شد.
تیتسیو در اندازه‌ها و رنگ‌های مختلف موجود است؛ نسخهٔ اریژینال، و نسخهٔ به‌طور گسترده شناخته شده، ۵۰ (اشاره به وات لامپ) به رنگ مشکی است. مدل سایز متوسط (۳۵ وات) است و مدل میکرو (۲۰ وات) برای چراغ خواب وجود دارد. رنگ‌های دیگر سفید و خاکستری متالیک هستند. و گاه به گاه نسخهٔ تولید محدود در آلومینیوم صیقلی یا رنگ تیتانیوم. همچنین یک نسخهٔ رومیزی به نام ترا (Terra) وجود دارد که از یک پایه به ارتفاع ۷۰ سانتی‌متر با همان قطر ۱۱ سانتی‌متری پایهٔ لامپ تشکیل شده است و ۵۰ وات به بالا اضافه شده است. ترا-ایستاده نیز با قطر ۱۰ سانتی‌متر مطابق با مدل ۳۵ موجود است. اخیراً، یک نسخهٔ کم مصرف ال‌ای‌دی از این مدل با اندازهٔ کامل اضافه شده است. همان‌طور که نسخهٔ ۵۰ معمولی با سر قابل چرخش افقی دارد، نسخه‌های ال‌ای‌دی و پلاس مجهز به دیمر هستند. تمام نسخه‌های دیگر دارای یک سوئیچ سه حالته هستند که امکان خاموشی کامل و – تقریباً – نصف توان را فراهم می‌کند.
در دههٔ نود میلادی تغییراتی در طراحی روی سر ایجاد شد – یک پوشش شیشه‌ای و یک سیم نازک که به یک مهرهٔ قرمز کوچک ختم می‌شود، اضافه شد.
نام تیتسیو توسط ارنستو جیزموندی، بنیانگذار آرتماید، داده شد و به «تیتسیو، کایو و سمپرونیو»، معادل ایتالیایی «تام، دیک و هری» اشاره دارد.* یک توضیح برای این نام این است که جیزموندی امیدوار بود برای همه جذاب باشد. دیگر این که جیزموندی امیدوار بود ساپر را متقاعد کند که طرح های کایو و سمپرونیو را نیز بسازد.

## توضیح
* عبارت «تیتسیو، کایو و سمپرونیو» نام سه فرد فرضی هستند که در زبان ایتالیایی برای نشان دادن هر شخصی که به عنوان مثال استفاده می‌شود به کار برده می‌شود، به عبارتی دیگر بعنوان جایگاهی برای مجموعه‌ای عمومی از مردم استفاده می‌شود. همچون عبارت «تام، دیک و هری» در انگلیسی و «پیر، پل یا ژاک» در فرانسوی. این عبارت از بولونیا در قرون وسطی سرچشمه گرفته است. این عبارت در بسیاری از آثار داستانی استفاده می‌شود.